# Supercoppa portoghese 2011 (pallavolo maschile)
La Supercoppa portoghese 2011 si è svolta il 5 ottobre 2011: al torneo hanno partecipato due squadre di club portoghesi e la vittoria finale è andata per la prima volta al Benfica

## Regolamento
Le squadre hanno disputato una gara unica.

## Squadre partecipanti
| Squadra           | Qualificazione                         | Ultima partecipazione |
| ----------------- | -------------------------------------- | --------------------- |
| Fonte do Bastardo | Vincitrice Primeira Divisão 2010-11    | ?                     |
| Benfica           | Vincitrice Coppa di Portogallo 2010-11 | ?                     |

## Torneo
| 5 ottobre 2011 Pavilhão Municipal Casal Vistoso, Lisbona Durata: 1h:26 - Spettatori: ? | Fonte do Bastardo | 0 - 3 | Benfica | 23-25, 21-25, 21-25 |